# 马太福音第5章
《马太福音》第5章是《新约圣经·马太福音》的第5个篇章。
在马太福音5～7章，记载耶稣登山教训门徒，后世称为“登山宝训”，可以视为天国宪法的颁布。
在马太福音5章1节，交代了天国宪法（登山宝训）颁布的地点和接受的对象。耶稣带领在海边呼召跟从祂的门徒，走遍加利利传道施教，吸引许多群众前来，“但祂看见这些群众，就上了山；既已坐下，门徒到祂跟前来。”，表明人必须要同基督上到更高之处，才能够聆听、领略诸天的国（在圣经里，山表征国度），不能留在海边（海表征撒但所败坏的世界），也不能留在平原；也表明天国宪法的接受者只是门徒，代表新约的信徒，不包括那些群众，即旧约的犹太人，当然也不包括外邦人。

## 天国八福
在登山宝训的第一段，马太福音5章3～12节，耶稣提到了8种福气（或9种福气），后世总结为“天国八福”或“真福八端”，即灵里贫穷的人得到天国，哀恸的人得到安慰，温柔的人承受土地，饥渴慕义的人得到饱足，怜悯人的人得到怜悯，清心的人得看见神，制造和平（和合本译为使人和睦）的人得称为神的儿子，为义受逼迫（例如辱骂、毁谤）的人得到天国。。

### 灵里贫穷的人得天國
第一种福气是：灵里贫穷的人，得到诸天的国。“灵里贫穷”，在和合本译为“虚心”，吕振中译本译为“心灵贫穷”，中文新译本译为“心灵贫乏”。

### 哀恸的人得安慰
第二种福气是：哀恸的人得安慰。有人领会，哀恸是为了人类在世上生老病死的苦难、因心灵空虚对人生的绝望，世界的黑暗与邪恶，以及“神的荣耀受羞辱，基督被弃绝，圣灵遭阻挠，教会荒凉，己败坏”等各种消极的局面

### 温柔的人承受土地
第三种福气是：温柔的人承受土地。通常认为“温柔”指温和、谦卑、柔顺，言语带着和气，更是指受辱不抵抗，不与恶人作对；甘心忍受世人的反对。这与世人通过争战得到土地的方法恰好相反。而且，温柔的人能免大过（传10：4），不易和人发生衝突，可以免除打架鬥毆杀人的祸害。

### 饥渴慕义的人得到饱足
第四种福气是：饥渴慕义的人得到饱足。“饥渴慕义”是指非常渴慕真道，或寻求超凡的义。

### 怜悯人的人得到怜悯
第五种福气是：怜悯人的人得到怜悯。寻求超凡的义必须严格对待自己，但是对别人必须是怜悯的。义是将人所当得的给人；怜悯是将人所不当得的给人。怜恤人包括帮助生活困苦的人（太25：35）、看顾生病的人、安慰悲伤危难的人（路10：30-34），体谅有罪者的软弱，不计较在金钱或感情方面得罪自己者。怜悯人的人必蒙怜悯，但不怜恤人的也会得到不蒙怜恤的报应，例如欠一千万银子的恶奴才因不赦免同伴的债，而被交给掌刑的。

### 清心的人得見神
第六种福气是：清心的人得見神。“清心”的原意是清洁純全，在吕振中译本中译为“心里洁净”，在新译本中译为“心地純洁”。意为心地清洁，圣洁，没有杂念，恶念、贪欲。也有解经家认为是指对神目的专一。清心的人专心追求上面的事，故能亲见主面，例如路加福音2章中的西面和女先知亚拿。

### 使人和睦為神的兒子
第七种福气是：使人和睦為神的兒子。“使人和睦”在吕振中译本中译为“缔造和平”，在恢复本中译为“制造和平”，在中文新译本中译为“使人和平”。使人和睦包括自己不与人争执，用温柔劝戒人，婉言回答争吵的人 ，不与人争财，情愿受欺吃亏等等。也有解释说，由于基督徒是神的众子，有平安的父神和平的生命与和平的性情，若凭此生命性情行事为人，必能成为制造和平的人，彰显神的生命和性情，并得称为神的儿子。

### 為義受逼迫的人得天國
第八种福气是：為義受逼迫的人得天國。一些人认为，“為義受逼迫”就是为真理，为神的道受逼迫，为相信耶稣受欺压。又要为主耶稣的名被万民恨恶（太24：9）。也有解经家认为，“為義受逼迫”是要为所寻求的义付上代价。由于在他们的环境、事业或职业中，有许多不义的事，而他们想要在那样的环境中公义，就遭受定罪、反对和逼迫。但是，若这样出代价寻求义，就会在来世要得着诸天的国的实现为赏赐。

## 盐和光
在马太福音5章13～16节，耶稣说到他的门徒应该是世上的盐和光，这是说到国度子民的影响。
耶稣说，天国子民在性质上应该是盐，在败坏的世界中起到杀菌防腐的作用，防止地完全败坏。但如果“失了味”，意即失去盐的功能，变得和属地的人一样，就要“丢在外面，任人践踏”，即从诸天的国里除去，被人当作无用的尘土。
耶稣又说，天国子民在行为上应该是光，照亮周围黑暗的世界，如同建在山上的城是无法隐藏的；同时也在家中照亮，并且发光的灯不要放在量谷的斗底下，为生活忧虑而遮蔽光；而是放在灯台上，照在人前，让人看见无忧无虑、喜乐赞美受感动，将荣耀归给父。 

## 国度子民的律法
在马太福音5章17～48节，耶稣论到国度子民的律法。他来不是要废除律法，而是要成全律法。遵行一切诫命，是在国度里为大的条件。并且，新约信徒照着国度新律法所得的义，其性质和水准将要超过经学家和法利赛人照着旧律法所得的义。例如，旧约律法仅仅要求“不可杀人”，而在新约时代，“向弟兄动怒的，难逃审判”；旧约律法仅仅要求“不可奸淫”，而在新约时代，“凡看妇女，有意贪恋她的，心里已经与她犯奸淫了”，“凡休妻的，若不是为淫乱的缘故，就是叫她犯奸淫了；无论谁娶这被休的妇人，也是犯奸淫了”；不仅对付外面的行为，而且对付心里的内在动机。旧约律法仅仅要求“不可背誓”，而在新约时代，“什么誓都不可起”；旧约律法要求“以眼还眼，以牙还牙”，而在新约时代，“不要抗拒恶人；反而无论谁打你的右脸，连另一面也转给他”，“要拿你里衣的，连外衣也让给他”，“谁强逼你走一里路，你就同他走二里”，“求你的，就给他；向你借贷的，不可转开不顾他”；旧约律法仅仅要求“爱你的邻舍，恨你的仇敌”，而在新约时代，“要爱你们的仇敌，为那逼迫你们的祷告”。凡此种种，均属极高的要求，完全无法靠人天然的生命达到。因此在最后一节，“所以你们要完全，像你们的天父完全一样”，暗指要满足以上要求，只能依靠源自于天父的神圣生命的供应。
。

## 相关研究

### 二元论与三元论
在天国八福的第一种福气中，涉及到二元论与三元论的争议。译为“灵”字，清楚表达了灵、魂、体三分的三元论观点，而译为“虚心”、“心灵”则体现了二元论观点。持二元论观点的解经家通常认为意指存心谦卑，承认自己灵性贫乏，表现为不敢自满、自大、自高、骄傲，有过失容易认错，经常感到自己不足愿意认真学习，追求充实长进。但是持三元论观点的解经家则指出，灵里贫穷的意思主要并非是指谦卑，更是指人的灵需要完全倒空，卸去其中旧有的事物，才能领悟并得着诸天的国。三元论者认为，灵与魂不同，是指人最深的部分，人接触神并领悟属灵事物的器官。灵里贫穷被放在首位，是因为人如果灵里贫穷，才有容量让耶稣进来，在人里面建立祂属天的国。。

### 三种审判
在马太福音5章22节，一共提到了对于犹太人的三种审判。第一种审判称为“城门口的审判”，这是一种局限于本地的审判；第二种审判是犹太议会的审判，级别较高，这是由祭司长、长老、律法师和文士组成的犹太人的最高法庭的审判，耶稣和使徒彼得都接受过他们的审判；第三种审判是指犹太教相信，将来耶和华藉着火坑的审判，这也是最高的审判。
关于第三种审判中的“火坑”（希腊文：几欣拿，Gehenna），相当于希伯来文的Ge Hinnom，欣嫩谷，是耶路撒冷城外的一个深谷，是该城堆积各种污物和罪犯的尸体的垃圾场，焚烧的火不熄，于是成为永远的刑罚之处，或火湖（启二十15）的象征。这个词在新约圣经中曾出现多次，也可见于马太福音5章29节、10章28节、18章9节，马可福音9章43节、雅各书3章6节等处。

## 影响

### 婚姻制度
在马太福音5章32节所记载耶稣关于不可离婚的命令，后世曾被许多基督教国家定为不允许离婚的法律依据。即除非配偶双方中有一方有婚外性行为，不得以任何理由提出离婚的要求。